# Bollywood Movie Award/Beste Nebendarstellerin
Der Bollywood Movie Award - Best Supporting Actress ist eine Kategorie des jährlichen Bollywood Movie Awards für indische Filme in Hindi.
Kirron Kher hat den Preis schon zweimal gewonnen.
Liste der Preisträger:
| Jahr | Film            | Schauspielerin   |
| ---- | --------------- | ---------------- |
| 1999 | Pardesi Babu    | Shilpa Shetty    |
| 2000 | kein Preis      | kein Preis       |
| 2001 | Dhadkan         | Mahima Chaudhary |
| 2002 | Aks             | Raveena Tandon   |
| 2003 | Devdas          | Kirron Kher      |
| 2004 | Koi Mil Gaya    | Rekha            |
| 2005 | Yuva            | Rani Mukherjee   |
| 2006 | Black           | Ayesha Kapoor    |
| 2007 | Rang De Basanti | Kirron Kher      |